# ابن جرير
ابن جرير أو كما تُنطق بن ڭرير هي مدينة في وسط المغرب تقع شمال مراكش وتبعد عنها بنحو 71 كم. المدينة هي عاصمة لإقليم الرحامنة، وقد بلغ تعداد سكانها 88،626 نسمة حسب إحصاء 2014. تضم المدينة جامعة محمد السادس متعددة التخصصات التقنية وثانوية محمد السادس للتميز، ومعاهد للتكنولوجيا التطبيقية، إلى جانب قاعدة عسكرية تعد من بين أكبر القواعد في إفريقيا.
يبلغ ارتفاع المدينة عن سطح البحر حوالي 449 مترا. وتشتهر ابن جرير بصخور الفسفاط فهي ثاني أهم مدينة منتجة لهذا المعدن في البلاد بعد مدينة خريبكة.
أطلق صاحب الجلالة الملك محمد السادس في نوفمبر 2012 مشروع المدينة الخضراء بابن جرير، ومنذ ذلك الحين شهدت المدينة تطورا ملحوظا، مع استكمال عدد من المشاريع البارزة التي تشكل عماد هذه الحاضرة المستشرفة للمستقبل.

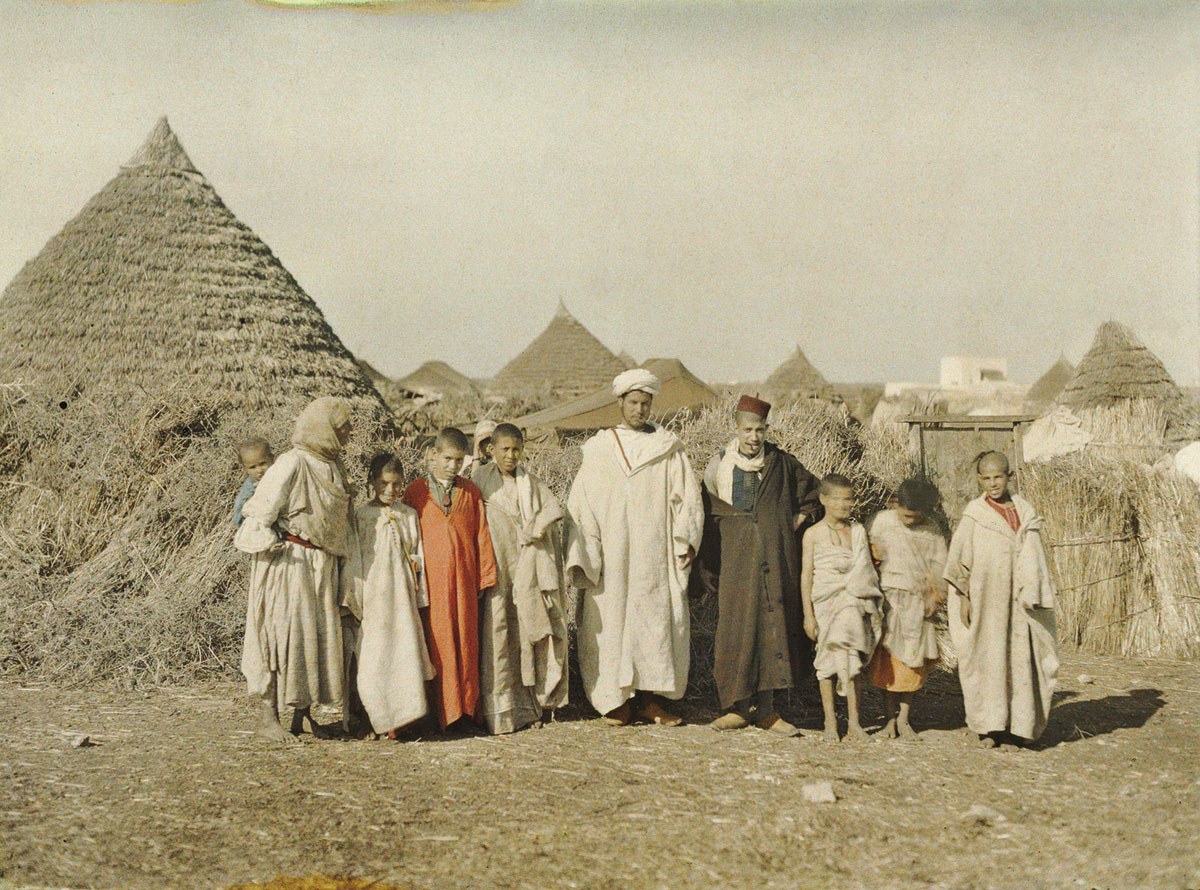
صورة نادرة للمنطقة ما بين 1912 و 1913

## السياحة
تُعتبر السياحة واحدة من المقومات الهامّة التي تعتمد عليها المدينة، حيث إنّها تشهد إقبالاً من الزوار خلال فصل الصيف بالرغم من ارتفاع درجة حرارة المدينة خلال ساعات النهار، والتي تصل إلى خمسين درجة مئوية. تعدّ الأجزاء الجنوبيّة منها واحة خضراء يقصدها الكثير من الزوّار للاستمتاع بمنظرها الطبيعيّ بالرغم من عدم احتوائها على الكثير من مناطق الترفيه؛ حيث تقتصر فقط على مشاريع مخصّصة لفئة الأطفال، والنساء.

## التطوّر
شهدت المدينة خلال الفترة الأخيرة تطوّراً كبيراً في العديد من المجالات، وخاصّة في مجال إنشاء المشاريع مثل: جامعة محمد السادس، والمدينة الخضراء؛ حيث إنّ مشروع المدينة الخضراء المدشن على مساحة قدرها أربعمئة هكتار تأتي ضمن إطار مواكبة المغرب للعديد من المشاريع التنمويّة التي لها أبعاد اجتماعيّة، وثقافيّة، وأخرى اقتصاديّة. على الرغم من ذلك فإنّ المدينة بحاجة إلى إنشاء المشاريع الترفيهيّة مثل المسابح، وهذا الأمر سيزيد من أهمّيتها، وتطوّرها في مختلف الأصعدة.

## المناخ
تتأثر المدينة بمناخ السهوب المحليّة طيلة أيّام العام؛ حيث يندر فيها تساقط الأمطار، والتي يصل معدّل هطولها طيلة أيام السنة إلى 261 مم، ومعظمها خلال شهر ديسمبر، في حين تتميّز المدينة بدرجات الحرارة المرتفعة خلال فصل الصيف؛ حيث يعتبر شهر أغسطس هو أكثر الشهور جفافاً فيها.

## مشاريع المدينة الخضراء
تسعى هذه المدينة إلى تطوير نفسها من خلال العديد من المشاريع، ويعتبر مشروع المدينة الخضراء واحدًا من أهم هذه المشاريع، فقد حول مدينة بن جرير التي تتميز بطابعها الصحراوي إلى واحة خضراء تتميز بمناظرها الطبيعية التي تعتبر حاليًا مقصدًا هامًا للسياح من داخل وخارج المملكة المغربية.

## الأهمية العلمية
جاءت هذه الأهمية نسبةً إلى المباني العلمية الموجودة فيها، فهي تحتوي على جامعة محمد السادس متعددة التخصصات التي تشكل دعامة أساسية لنمو الثقافة والفكر في هذه المدينة. وتوفر هذه الجامعة فرص عمل هائلة لسكان هذه المدينة والمدن المجاورة لها، فهي تحتوي على العديد من المدارس الصناعية التي ستقدم فرص عمل لعدد هائل من الأساتذة والمعلمين وغيرهم. كما وستقدم هذه الجامعة العديد من التخصصات الصناعية والعلمية للعديد من الطلاب على مستوى عالٍ. فهذه الجامعة تتعاون مع عدد من المؤسسات الدولية المرموقة، كمؤسسة مدرسة المناجم بباريس، ومعهد ماساشوسيت للتكنولوجيا في أمريكا.

## أعلام
- صوفيا الناوي